# Météorite de Kernouve
« Keranroue (météorite) » redirige ici. Pour les autres significations, voir Keranroue.
 (novembre 2024).
La météorite de Kernouve (également de Kernouvé, de Keranroue, de Keranroué et de Cléguérec) est une météorite tombée le 22 mai 1869 à Keranroué, un village situé sur la commune de Cléguérec (Morbihan, France). 
La météorite est répertoriée dans les catalogues et publications internationales sous le nom de Kernouve (déformation de Keranroué). Kernouvé a aussi été utilisé.
Les différents fragments sont dispersés dans plusieurs musées.

## Narrations historiques

### Extrait d'Études et lectures sur l'astronomie
Ouvrage de Camille Flammarion publié à Paris en 1874: Tome cinquième.

« Chute d'un aérolithe à Cléguérec (Morbihan).
Le 22 mai 1869, à 9h50 du soir, à Lorient par un temps calme et très clair, M. Perroy aperçut un bolide d’environ 10 minutes de diamètre apparent (ou à peu près un tiers de celui de la Lune). Il apparut dans le sud ouest à 40 degrés environ au-dessus de l'horizon. Il se dirigea avec une vitesse uniforme vers le nord-est, en laissant après lui une traînée lumineuse de couleur bleuâtre et rouge sur les bords. Au bout de trois ou quatre secondes, il éclata environ à 30 degrés environ au-dessus de l'horizon, en jetant des étincelles et, peu après (quelques personnes disent deux à trois minutes), on entendit une détonation semblable à celle d'un coup de canon tiré d'une certaine distance, mais prolongée.
Puis, vers minuit et demi, une personne affirme encore avoir entendu une nouvelle détonation accompagnée d’une lueur vive dans le sud, ou du côté de l’île de Groix.
M. Bourdillon écrit de la même ville : « le 22 mai dernier, à 9h50 du soir, un bolide ayant l’apparence d’un globe flamboyant, s’est fait voir dans le sud-ouest, à environ 40 degrés au-dessus de l’horizon. Le météore s’est dirigé d’une vitesse uniforme vers le nord-est en laissant après lui une traînée lumineuse de couleur bleuâtre et rouge sur les bords. Après trois à quatre secondes, il a éclaté à environ 30 degrés au-dessus de l'horizon, en crépitant et en jetant des étincelles. Deux ou trois minutes après, on a entendu une détonation semblable à celle d'un coup de canon tiré d'une certaine distance, mais plus prolongée. »
M. Arrondeau écrit de Vannes : « Samedi dernier, 22 mai courant, à 9h45 du soir environ, j'étais occupé à lire lorsqu'une détonation sourde, comme celle d'une mine éloignée, secoua fortement les fenêtres de l'appartement. Je prêtai l'oreille alors et j'entendis fort distinctement, pendant quelques secondes, un bruit sourd et prolongé comme le roulement d'un tonnerre lointain, ou mieux comme le bruit qui accompagne un tremblement de terre. Je sortis aussitôt ; le ciel était pur et sans nuage ; il n'y avait pas possibilité de croire à un coup de tonnerre ; je m'arrêtai à l'idée d'une explosion lointaine, mais formidable, comme celle de la poudrière de Lorient.
Le lendemain je m'empressai d'aller aux renseignements et j'appris que, à l'heure indiquée, un bolide de grande dimension avait été vu vers le nord-est. L'explosion a été entendue par beaucoup de personnes ; quelques-unes, déjà endormies, ont été éveillées et ont cru a une secousse de tremblement de terre ; celles qui étaient dehors ont été éblouies par une vive clarté qui les a fort effrayées.
Je regrette de n'avoir pu recueillir des renseignements précis et concordants ni sur l'aspect du météore, ni sur la marche qu'il a suivie, ni sur les phénomènes lumineux qui ont pu accompagner l'explosion ; mais j'ai cru utile de constater, par mon observation personnelle, l'énergie de la commotion qui a fortement agité mes fenêtres, et le roulement lointain qui n'était sans doute que l'écho de la détonation produite dans les hautes régions de l'atmosphère.
Nota.- J'apprends, d'une manière positive, que l'aérolithe du 22 mai est tombé à Cléguérec, au nord-ouest de Pontivy.
Je fais des démarches pour en obtenir des fragments. J'aurai l'honneur de vous les adresser avec une Note aussi complète que possible sur les circonstances de la chute. »
D'après ces recherches, voici les circonstances principales de cette chute.
Tous les observateurs sont d'accord sur l'éclat extraordinaire du météore. À Belle-Isle « il affectait la forme d'une boule d'un rouge de plus en plus vif »; à la Trinité, il s'est montré « sous la forme d'un globe de feu conique, d'une grosseur apparente égale à celle de la Lune, dont il effaçait la lumière par son éclat ; il était suivi d'une traînée lumineuse ». À Caudan et à Cléguérec, on l'a vu lançant des étincelles ; à Riantec « les environs parurent embrasés par un fou bleu, blanc, rouge, violet ». On peut rapprocher ces variations des deux fusées de différentes couleurs observées à la Trinité. (Dans la Lettre déjà citée, M. Bourdillon mentionne aussi une traînée lumineuse bleuâtre et rouge sur les bords.)
C'est au village de Keranroué, à 2 kilomètres à l'est du bourg de Cléguérec, arrondissement de Pontivy, que l'aérolithe est tombé. « Le village parut tout en feu, disent les paysans entendus par M. Poliguin, percepteur à Cléguérec. Un sifflement prolongé se fit entendre et fut suivi d'une détonation ; la secousse imprimée au sol fit trembler les habitations ; les arbres firent aussi entendre un bruit effrayant. Il semblait que tout venait à bas. » Le lendemain matin, des paysans virent la terre soulevée et fraîchement remuée dans une prairie située à quelques mètres d'une habitation. Ils fouillèrent et retirèrent du sol un bloc de pierre noirâtre, du poids de 50 kilogrammes,qui s'y était enfoncé à 1 mètre de profondeur. Malheureusement on voulut savoir si une pierre tombée de la Lune ne contenait pas de l'or ou de l'argent, et on la brisa à coups de masse. Voyant que l'intérieur ressemblait à une pierre ordinaire, on s'en partagea quelques fragments, comme souvenir ; les morceaux les plus pesants furent abandonnés sur les lieux, où ils furent recueillis le lendemain par les habitants du bourg de Cléguérec, attirés par le bruit de l'événement ; M. Poliguin possède un de ces fragments qui pèse encore 16,5 kg.
D'après le témoignage des personnes qui l'ont retiré de la terre et la vue des fragments conservés, l'aérolithe avait, au moment de la chute, une forme irrégulièrement conique. Le sommet était arrondi, la base sensiblement plane, la partie inférieure présentait un évasement d'un seul côté. Sa surface était recouverte d'une croûte brune, sur laquelle on voyait quelques sillons. Sa forme générale répond à l'observation de l'instituteur de la Trinité, qui qualifie le bolide de globe de feu conique. En admettant que la partie la plus étroite marchât en avant, l'évasement de la partie postérieure s'expliquerait par l'écoulement à l'arrière et à la partie inférieure de la couche en fusion qui a formé le vernis superficiel.
En résumé, la direction du bolide était du sud-ouest au nord-est. A Riantec, « le météore rasait les arbres et les maisons, et beaucoup de personnes ont prétendu l'avoir vu tomber vers le nord du bourg ». Les mêmes apparences se sont produites a Caudan. Si l'on ajoute que la détonation semble s'être fait entendre plus fortement que partout ailleurs à Riantec, où on la compare « à un coup de canon du plus fort calibre, et que, dans la même localité, la clarté a été assez vive pour illuminer les villages environnants, de manière à faire croire à un incendie, on peut admettre que l'aérolithe a passé dans le voisinage de Port-Louis et de Lorient, ce qui, avec le lieu de la chute, détermine la direction du sud-ouest au nord-est.
Explosion.  - Partout l'apparition du météore a été suivie d'une explosion plus ou moins forte. A Vannes, on a entendu une détonation sourde analogue à celle que produit l'explosion d'une mine et qui a fortement ébranlé les fenêtres ; elle a été suivie d'un roulement prolongé comparable à celui d'un tonnerre éloigné et qui n'était certainement que l'écho de la détonation aérienne, répété, dans le silence de la nuit, par les accidents de la surface du sol. Le temps était calme, le ciel très pur, la Lune, âgée de onze jours, brillait d'un vif éclat. À la Trinité, la détonation a été comparée à celle d'un coup de canon, la secousse a détaché un carreau d'une fenêtre ; à Belle-Isle, l'explosion a été assez faible ; à Riantec, elle a été très violente.
Ici se place une observation intéressante de l'instituteur de la Trinité, M. Miny, témoin oculaire du phénomène « Une seconde avant l'explosion, le bolide s'est divisé en deux fusées brillantes et de différentes couleurs, semblables à des feux d'artifice. Une des fusées a disparu vers le nord avant d'atteindre l'horizon ; l'autre, continuant sa traînée lumineuse, s'est dirigée vers l'est. » Cette observation parait avoir une grande importance. Il est difficile d'expliquer l'explosion autrement que par une rupture du bolide qui a volé on éclats. D'après l'observation de la Trinité, on peut admettre que, au moment de l'explosion, l'aérolithe s'est brisé en deux fragments, dont l'un est allé tomber à Cléguérec, tandis que l'autre prenait sa direction sur l'est. Cette dernière partie de l'hypothèse concorderait avec l'observation de Belle-Isle, où le météore a été vu se dirigeant vers le sud-est. »

### Extrait des Comptes Rendus de l'Académie des Sciences, Paris
Tome 68 ; 1869

« MÉTÉOROLOGIE. - Bolide tombé le 22 mai 1869 dans la commune de Cléguérec, arrondissement de Napoléonville (Morbihan). Note de M. de Limur. 
Le samedi 22 mai 1869, à 9h45m du soir, heure de Vannes (10h 5m, heure de Paris), une détonation produite par un bolide se fit entendre ; elle fut ici assez forte pour ébranler les vitres.
D'après MM. Le Plénier et Labussière, qui virent ce bolide au moment de son apparition, il allait du sud au nord ; sa direction faisait avec celle du bolide du 7 décembre 1865 un angle d'environ 105 degrés. Après l'avoir suivi quelque temps dans sa course, M. Le Plénier l'a vu éclater en produisant un assez grand nombre d'étincelles d'un blanc verdâtre, qui ont presque aussitôt perdu leur éclat ; ce n'est que deux minutes et demie à trois minutes après qu'il a entendu la détonation. Une lumière très intense, d'un blanc bleuâtre, a éclairé Vannes pendant quelques secondes : on pouvait la comparer à celle que donne le magnésium en combustion.
Le lendemain, j'appris qu'un bolide était tombé près de Cléguerec, arrondissement de Napoléonville, au village de Kernouve, à 2 kilomètres environ du bourg ; que la population l'avait brisé à coup de masse ; que le percepteur de Cléguérec, M. Popeguin, en possédait un fragment de 20 à 22 kilogrammes ; que M. Ducasse en avait un autre de 16 à 18 kilogrammes, et que la population s'était partagée le reste.
Le lundi, je me rendis à Napoléonville. Le trou fait par le bolide avait été remblayé en partie par les habitants, puis déblayé avant notre arrivée. D'après les renseignements que nous pûmes recueillir, la profondeur primitive était d'environ 1 mètre. Des feuilles d'arbres et des bouts de branches grillés étaient là comme témoin du passage d'un corps incandescent.
D'après les grands morceaux que nous avons eu occasion de voir, ce bolide paraîtrait avoir eu une forme conique. La couche superficielle ou croûte se compose de deux parties bien distinctes : l'une, extérieure, est émaillée, noire, rugueuse et boursouflée, d'une faible épaisseur ; l'autre ne peut être considérée que comme un simple émail faisant enduit. Dans quelques parties, des grains de fer natif ont paru traverser les deux couches.
Quant à la classe à laquelle il paraîtrait devoir appartenir, suivant les distinctions établies par M. Daubrée, j'ai lieu de penser, sauf erreur, que ce bolide appartient à la classe des Sidérites, contenant à la fois du fer et des matières pierreuses : le fer se présentant en grains disséminés, donc Sporadosidères. La quantité de fer est trop faible pour qu'il appartienne aux Polysidères, trop forte pour les Oligosidères ; donc le bolide de Cléguérec devrait occuper une place intermédiaire entre les deux sous-groupes. Il paraîtrait se rapprocher des météorites tombées le 30 janvier 1868 à Pultusk (Pologne). »
Cette Note sera soumise, avec les échantillons qui l'accompagnent, à l'examen de M. Daubrée. »